# Comisario europeo de Fiscalidad y Unión Aduanera, Auditoría y Lucha contra el Fraude
El Comisario europeo de Fiscalidad y Unión Aduanera, Auditoría y Lucha contra el Fraude fue un miembro de la Comisión Europea responsable de la gestión de la fiscalidad y de la unión aduanera de la Unión Europea (UE) en la Comisión Juncker. Actualmente este cargo lo absorbe el Comisario europeo de Asuntos Económicos y Monetarios con la llegada de la Comisión Von der Leyen en diciembre de 2019. Desde la creación de la Comunidad Económica Europea (CEE) la UE ha formado una unión aduanera, en la que no están solo los miembros del Área Económica Europea (EEA) sino también Turquía, Mónaco, Andorra y San Marino (unión aduanera de la Unión Europea). También controla los aspectos relacionados con la transparencia fiscal. El comisario actual es el francés Pierre Moscovici, que ostenta la cartera de Asuntos Económicos y Financieros, Fiscalidad y Aduanas.

## Orígenes
En la formación de la Comisión Ortoli en 1973 se crearon, de forma separada, las carteras correspondientes al Comisario Europeo de Fiscalidad y Comisario Europeo de Unión Aduanera, carteras que se unieron en una sola en 1985 en la Comisión Delors I. En la formación de las Comisiones Santer, Marín y Prodi la competencia de esta cartera recaía en el Comisario Europeo de Mercado Interior y Servicios. En  2010 se incorporaron las competencias de Auditoría y Lucha contra el frade, que anteriormente formaban parte de la cartera de Assuntos Administrativos, Auditoría y Lucha contra el Fraude.

## Lista de comisarios de Fiscalidad, Unión Aduanera, Auditoría y Lucha contra el Fraude
| Comisión                                                                                        | Inicio                                      | Fin                                         | Nombre                                      | País                                        | Partido                                     |
| Comisario europeo de Fiscalidad (1973-1985)                                                     | Comisario europeo de Fiscalidad (1973-1985) | Comisario europeo de Fiscalidad (1973-1985) | Comisario europeo de Fiscalidad (1973-1985) | Comisario europeo de Fiscalidad (1973-1985) | Comisario europeo de Fiscalidad (1973-1985) |
| Ortoli                                                                                          |                                             |                                             |                                             |                                             |                                             |
| ----------------------------------------------------------------------------------------------- | ------------------------------------------- | ------------------------------------------- | ------------------------------------------- | ------------------------------------------- | ------------------------------------------- |
| Ortoli                                                                                          | 6 de enero de 1973                          | 5 de enero de 1977                          | Henri Simonet                               | Bélgica                                     | PS                                          |
| Jenkins                                                                                         |                                             |                                             |                                             |                                             |                                             |
| 6 de enero de 1977                                                                              | 5 de enero de 1981                          | Richard Burke                               | Irlanda                                     | FG                                          |                                             |
| Thorn                                                                                           |                                             |                                             |                                             |                                             |                                             |
| 6 de enero de 1981                                                                              | 5 de enero de 1985                          | Christopher Tugendhat                       | Reino Unido                                 | Con.                                        |                                             |
| Comisario europeo de Unión Aduanera (1973-1985)                                                 |                                             |                                             |                                             |                                             |                                             |
| Ortoli                                                                                          |                                             |                                             |                                             |                                             |                                             |
| 6 de enero de 1973                                                                              | 5 de enero de 1977                          | Finn Olav Gundelach                         | Dinamarca                                   | ind.                                        |                                             |
| Jenkins                                                                                         |                                             |                                             |                                             |                                             |                                             |
| 6 de enero de 1977                                                                              | 5 de enero de 1981                          | Étienne Davignon                            | Bélgica                                     | ind.                                        |                                             |
| Thorn                                                                                           |                                             |                                             |                                             |                                             |                                             |
| 6 de enero de 1981                                                                              | 5 de enero de 1985                          | Karl-Heinz Narjes                           | Alemania                                    | ind.                                        |                                             |
| Comisario europeo de Fiscalidad y Unión Aduanera (1985-1995)                                    |                                             |                                             |                                             |                                             |                                             |
| Delors I                                                                                        |                                             |                                             |                                             |                                             |                                             |
| 6 de enero de 1985                                                                              | 5 de enero de 1989                          | Arthur Francis Cockfield                    | Reino Unido                                 | Con.                                        |                                             |
| Delors II                                                                                       |                                             |                                             |                                             |                                             |                                             |
| 6 de enero de 1989                                                                              | 5 de enero de 1993                          | Christiane Scrivener                        | Francia                                     | RI                                          |                                             |
| Delors III                                                                                      |                                             |                                             |                                             |                                             |                                             |
| 6 de enero de 1993                                                                              | 22 de enero de 1995                         | Christiane Scrivener                        | Francia                                     | RI                                          |                                             |
| Comisario europeo de Mercado Interior y Servicios (1995-2004)                                   |                                             |                                             |                                             |                                             |                                             |
| Santer                                                                                          |                                             |                                             |                                             |                                             |                                             |
| 23 de enero de 1995                                                                             | 15 de marzo de 1999                         | Mario Monti                                 | Italia                                      | ind.                                        |                                             |
| Marín                                                                                           |                                             |                                             |                                             |                                             |                                             |
| 16 de marzo de 1999                                                                             | 15 de septiembre de 1999                    | Mario Monti                                 | Italia                                      | ind.                                        |                                             |
| Prodi                                                                                           |                                             |                                             |                                             |                                             |                                             |
| 16 de septiembre de 1999                                                                        | 21 de noviembre de 2004                     | Frits Bolkestein                            | Países Bajos                                | VVD                                         |                                             |
| Comisario europeo de Fiscalidad y Unión Aduanera (2004-2010)                                    |                                             |                                             |                                             |                                             |                                             |
| Barroso I                                                                                       |                                             |                                             |                                             |                                             |                                             |
| 22 de noviembre de 2004                                                                         | 9 de febrero de 2010                        | László Kovács                               | Hungría                                     | MSZP                                        |                                             |
| Comisario europeo de Fiscalidad, Unión Aduanera, Auditoría y Lucha contra el fraude (2010-2014) |                                             |                                             |                                             |                                             |                                             |
| Barroso II                                                                                      |                                             |                                             |                                             |                                             |                                             |
| 9 de febrero de 2010                                                                            | 1 de noviembre de 2014                      | Algirdas Šemeta                             | Lituania                                    | TS-LKD                                      |                                             |
| Asuntos Económicos y Financieros, Fiscalidad y Aduanas (desde 2014)                             |                                             |                                             |                                             |                                             |                                             |
| Juncker                                                                                         |                                             |                                             |                                             |                                             |                                             |
| 1 de noviembre de 2014                                                                          | 30 de noviembre de 2019                     | Pierre Moscovici                            | Francia                                     | PS                                          |                                             |

Leyenda:   [         ] Izquierda / ideología socialista - [         ] liberal - [         ] Derecha / ideología conservadora